# Jessica Digginsová
Jessica Digginsová (* 26. srpna 1991, Afton) je americká běžkyně na lyžích. V roce 2018 získala v týmovém sprintu společně s Kikkan Randallovou historicky první zlatou medaili Spojených států v běhu na lyžích na zimních olympijských hrách. Na Zimních olympijských hrách v roce 2022 přidala stříbrnou medaili na 30 kilometrů volným způsobem a bronzovou medaili ve sprintu jednotlivců, čímž se stala nejúspěšnější olympijskou medailistkou mezi americkými běžci na lyžích všech dob. Získala také sedm medailí na Mistrovství světa v klasickém lyžování (v letech 2013 až 2025), včetně dvou zlatých medailí – v týmovém sprintu (MS 2013) a v závodu na 10 km volně (MS 2023). V letech 2021, 2024 a 2025 získala první místo v celkovém hodnocení žen Světového poháru v běhu na lyžích a stala se tak první Američankou, které se to podařilo. Více jí vyhovují kratší tratě volnou technikou. V průběhu let se však ukázala jako stejně zdatná na delší vzdálenosti a úspěšně lobovala za prodloužení délek ženských závodů Světového poháru, aby odpovídaly mužským.

## Největší úspěchy

### Olympijské hry
Při svém prvním startu na olympiádě dosáhla v Soči 2014 ve skiatlonu 8. místa, čímž vyrovnala tehdejší historické nejlepší umístění amerických běžkyň na olympiádách (na téže olympiádě pak tento výsledek překonala 6. místem ve sprintu Sophie Caldwellová).

### Mistrovství světa
- MS v klasickém lyžování 2013 ve Val di Fiemme: 1. místo v týmovém sprintu - s Kikkan Randallovou se staly prvními americkými mistryněmi světa v běhu na lyžích[5]
- MS v klasickém lyžování 2015 ve Falunu: 2. místo na 10 km volně
- MS v klasickém lyžování 2017 v Lahti: 2. místo ve Sprintu volnou technikou
- MS v klasickém lyžování 2017 v Lahti: 3. místo ve Sprintu dvojic klasickou technikou

### Světový pohár
Na Tour de Ski 2016 si v 6. etapě v Toblachu v běhu na 5 km volně připsala své premiérové vítězství v závodech Světového poháru. Do té doby bylo jejím nejlepším umístěním 4. místo ze sprintu volně v Lahti 7. března 2015. Stala se tak teprve třetí americkou běžkyní na lyžích v historii (po Kikkan Randallové a Sophii Caldwellové), která v závodě SP nebo části závodu zvítězila. Celkově skončila v Tour de Ski 2016 desátá, čímž se po Kikkan Randall a Elizabeth Stephen stala třetí Američankou, která se na Tour umístila v nejlepší desítce. Další vítězství si připsala v prosinci 2016 v Lillehammeru opět v běhu na 5 km volně.
V září 2023 prozradila, že se jí vrátila porucha příjmu potravy. Přestože se snažila zotavit, nebyla si jistá, jak to ovlivní její výkony v sezóně. Díky podpoře rodiny, přátel a reprezentačního týmu byla nakonec sezóna výsledkově její nejúspěšnější za celou kariéru. Během sezóny dosáhla šesti vítězství a v dalších 6 závodech se umístila na stupních vítězů. Překonala tak dosavadní americký rekord v počtu vítězných závodů ve Světovém poháru v běhu na lyžích během jedné sezóny, jehož dosavadní držitelkou byla Kikkan Randallová. Ve čtvrtém závodě sezóny se ujala celkového vedení Světového poháru, když vystřídala do té doby vedoucí Fridu Karlssonovou, a od té doby postupně navyšovala svůj náskok. Po devíti závodech měla před druhou Emmou Ribomovou náskok 72 bodů. Tuto pozici si výrazně upevnila svým druhým vítězstvím v Tour de Ski, po níž se na druhé místo posunula Linn Svahnová, která v tu chvíli ztrácela 308 bodů. Svahnová nejprve po dvou vítězstvích ve sprinterských závodech v Oberhofu a Gomsu ztrátu snížila na 229 bodů, Digginsová ale kontrovala dvěma triumfy v distančních závodech v Gomsu a Canmore, náskok zvýšila na 340 bodů, a zdálo se, že má nakročeno k zisku svého druhého křišťálového glóbu. Ve zbývající třetině závodů však Svahnová z náskoku setrvale ukrajovala, zatímco Digginsové se již jen jednou podařilo dostat na stupně vítězů a před závěrečnými dvěma distančními závody ve Falunu obě soupeřky od sebe dělilo jen 41 bodů. V posledních závodech však Digginsová Svahnovou již před sebe nepustila – v závodě na 10 km klasicky obsadila páté místo, čímž si zajistila malý globus za distanční závody, a v závodě na 20 km volně s hromadným startem šla od začátku za vítězstvím, ovládla i obě bonusové prémie a potvrdila, že v této sezóně byla nejlepší a křišťálový glóbus získala s náskokem 175 bodů.

## Výsledky

### Výsledky ve Světovém poháru
| Sezóna  | Věk | Sezónní výsledky | Sezónní výsledky | Sezónní výsledky | Sezónní výsledky | Výsledky na Ski Tour | Výsledky na Ski Tour | Výsledky na Ski Tour | Výsledky na Ski Tour |
| Sezóna  | Věk | Celkově          | Distance         | Sprinty          | Nordic Opening   | Tour de Ski          | WC Final             | Ski Tour Kanada      |                      |
| ------- | --- | ---------------- | ---------------- | ---------------- | ---------------- | -------------------- | -------------------- | -------------------- | -------------------- |
| 2010/11 | 19  | neklas.          | —                | neklas.          | —                | —                    | —                    | —                    |                      |
| 2011/12 | 20  | 34.              | 26.              | 35.              | —                | —                    | 15.                  | —                    |                      |
| 2012/13 | 21  | 36.              | 34.              | 44.              | 24.              | 21.                  | 26.                  | —                    |                      |
| 2013/14 | 22  | 20.              | 21.              | 23.              | 24.              | 13.                  | 36.                  | —                    |                      |
| 2014/15 | 23  | 22.              | 17.              | 23.              | 44.              | DNF                  | —                    | —                    |                      |
| 2015/16 | 24  | 8.               | 9.               | 8.               | 38.              | 10.                  | —                    | 5.                   |                      |
| 2016/17 | 25  | 6.               | 7.               | 10.              | 8.               | 5.                   | 16.                  | —                    |                      |
| 2017/18 | 26  | 2.               | 3.               | 6.               | 12.              | 3.                   | 2.                   | —                    |                      |
| 2018/19 | 27  | 6.               | 6.               | 7.               | 13.              | 6.                   | 14.                  | —                    |                      |
| 2019/20 | 28  | 6.               | 8.               | 11.              | 5.               | 9.                   | —                    | —                    |                      |
| 2020/21 | 29  | 1.               | 1.               | 4.               | 15.              | 1.                   | —                    | —                    |                      |
| 2021/22 | 30  | 2.               | 9.               | 4.               | —                | 8.                   | —                    | —                    |                      |
| 2022/23 | 31  | 2.               | 2.               | 11.              | —                | 11.                  | —                    | —                    |                      |
| 2023/24 | 32  | 1.               | 1.               | 5.               | —                | 1.                   | —                    | —                    |                      |
| 2024/25 | 33  | 1.               | 1.               | 7.               | —                | 3.                   | —                    | —                    |                      |

### Výsledky na OH
| Rok  | Věk | 10 km | 15 km skiatlon | 30 km hromadný start | sprint | 4 × 5 km štafeta | sprint dvojic |
| ---- | --- | ----- | -------------- | -------------------- | ------ | ---------------- | ------------- |
| 2014 | 22  | —     | 8.             | 40.                  | 12.    | 9.               | —             |
| 2018 | 26  | 5.    | 5.             | 7.                   | 6      | 5.               | 1.            |
| 2022 | 30  | 8.    | 6.             | 2.                   | 3.     | 6.               | 5.            |

### Výsledky na MS
| Rok  | Věk | 10 km | 15 km skiatlon | 30 km hromadný start | sprint | 4 × 5 km štafeta | sprint dvojic |
| ---- | --- | ----- | -------------- | -------------------- | ------ | ---------------- | ------------- |
| 2011 | 19  | —     | 28.            | −                    | 29.    | 9.               | −             |
| 2013 | 21  | 23.   | —              | DNF                  | −      | 4.               | 1.            |
| 2015 | 23  | 2.    | —              | DNF                  | −      | 4.               | 8.            |
| 2017 | 25  | —     | DNF            | 5.                   | 2.     | 4.               | 3.            |
| 2019 | 27  | 25.   | —              | 4.                   | 8.     | 5.               | 5.            |
| 2021 | 29  | 4.    | 15.            | —                    | 24.    | 4.               | —             |
| 2023 | 31  | 1.    | —              | —                    | 21.    | 5.               | 3.            |
| 2025 | 33  | —     | 13.            | 22.                  | 23.    | 6.               | 2.            |